# Gert-Martin Greuel
Gert-Martin Greuel (né le 16 octobre 1944 à Köslin) est un mathématicien allemand qui travaille en calcul formel, géométrie algébrique (théorie des singularités) et analyse complexe.

## Biographie
Greuel fait des études de mathématiques et physique à l'université de Göttingen et à l'école polytechnique fédérale de Zurich de 1965 bis 1971. En 1971 il obtient son diplôme à Göttingen ; il est ensuite assisant scientifique et soutient son doctorat en 1973 sous la direction de Egbert Brieskorn (titre de sa thèse : Der Gauss-Manin-Zusammenhang isolierter Singularitäten von vollständigen Durchschnitten). Il est ensuite assistant à l'université rhénane Frédéric-Guillaume de Bonn, où il soutient une habilitation universitaire en 1980. Il est d'abord professeur à l'université d'Osnabrück puis, à partir de 1981, professeur à l'université technique de Kaiserslautern, où il dirige à partir de 1993 le centre de calcul formel. Entre 2010 et 2015 il bénéficie d'une position de professeur distingué.

## Service à la communauté
De 2002 à 2013, et à la suite de Matthias Kreck, Greuel est directeur de l'Institut de recherches mathématiques d'Oberwolfach. De 2010 à 2013 il est président des European Research Centres on Mathematics (it) (ERCOM). De 2012 à 2015 il est rédacteur en chef du Zentralblatt MATH.

## Recherche
Greuel est connu pour avoir développé, avec Gerhard Pfister (de), également professeur à Kaiserslautern, et d'autres le logiciel libre de calcul formel Singular avec applications en géométrie algébrique, en particulier à l'étude des singularités, spécialité des recherches de Greuel et de Brieskorn.

## Prix et distinctions
- En 2004, l'équipe Singular reçoit le prix d'excellence Richard Dimick Jenks[4].
- En 2009 Greuel est fait docteur honoris causa de l'université Gottfried Wilhelm Leibniz de Hanovre[5].
- En 2011, il est élu membre d'honneur de la société royale mathématique espagnole (RSME)
- En 2013 Medienpreis Mathematik (avec Andreas Matt) de la Deutsche Mathematiker-Vereinigung (DMV)[6]

## Ouvrages
Éditeur
- G.-M. Greuel et G. Trautmann (éditeurs), Singularities, Representation of Algebras, and Vectorbundles : Proceedings of a Symposium held in Lambrecht/Pfalz 1985, Springer Verlag, coll. « Lecture Notes in Math. » (no 1273), 1987.
- G.-M. Greuel, B. H. Matzat et G. Hiss (éditeurs), Algorithmic Algebra and Number Theory, Springer Verlag, 1998, 442 p..
- V. I. Arnold, G.-M. Greuel et J. H. M. Steenbrink (éditeurs), Singularities. The Brieskorn Anniversary Volume, Springer Verlag, coll. « Progress in Mathematics » (no 162), 1998.
- G.-M. Greuel, R. Remmert et G. Rupprecht (éditeurs), Mathematik - Motor der Wirtschaft, Springer Verlag, 2008), 125 p..
- G.-M. Greuel et A. D. Matt (éditeurs), Imaginary: Mit den Augen der Mathematik, Mathematisches Forschungsinstitut Oberwolfach, 2008), 125 p..

Auteur
- G.-M. Greuel et G. Pfister, A Singular Introduction to Commutative Algebra, Springer Verlag, 2008, 2e éd., 705 p. (présentation en ligne).
- G.-M. Greuel et G. Pfister, A Singular Introduction to Commutative Algebra, Springer Verlag, 2002, 1re éd., 605 p..
- G.-M. Greuel, C. Lossen et E. Shustin, Introduction to Singularities and Deformations, Springer Verlag, 2006, 476 p..

## Article lié
- Singular